# Jan Kounen

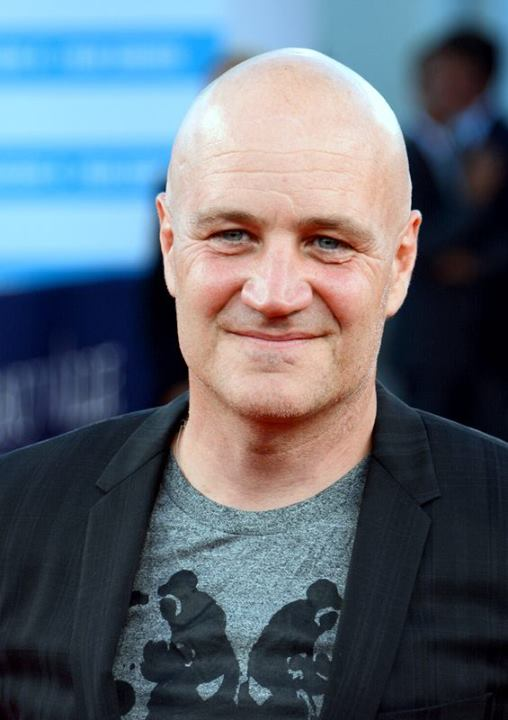
Jan Kounen (2013)

Jan Kounen (* 2. Mai 1964 in Utrecht als Jan Coenen) ist ein französischer Filmregisseur und Filmproduzent niederländischer Herkunft.

## Leben
Kounen wurde in den Neunzigerjahren mit Kurzfilmen und Musikvideos (etwa für die britische Synthie-Pop-Band Erasure) bekannt. Sein erster Spielfilm Dobermann entstand 1997 auf Basis des gleichnamigen Romans von Joël Houssin mit Vincent Cassel, Tchéky Karyo und Monica Bellucci in den Hauptrollen.
2004 entstand die Comic-Adaption Blueberry und der Fluch der Dämonen, 2007 die Verfilmung von Frédéric Beigbeders Roman 39,90 und 2009 der Film Coco Chanel & Igor Stravinsky, basierend auf Chris Greenhalghs gleichnamigen Roman.
Bei den Dreharbeiten zu Blueberry und der Fluch der Dämonen entwickelte Kounen Interesse für Schamanismus und die Kultur der Shipibo-Conibo, dem er 2004 im Dokumentarfilm D’autres mondes nachging.

## Filmografie (Auswahl)
- 1989: Gisele Kerozene (Kurzfilm)
- 1994: Vibroboy (Kurzfilm)
- 1997: Dobermann
- 2004: Blueberry und der Fluch der Dämonen (Blueberry)
- 2007: 39,90 (99 francs)
- 2009: Coco Chanel & Igor Stravinsky
- 2012: Männer und die Frauen (Les infidèles) – Segment entfernt
- 2013: Der Flug der Störche (Le vol des cigognes)
- 2013: 9 mois ferme
- 2016: Vape Wave
- 2016: The Journey: Mère Océan
- 2020: Mon cousin